# Ladislava
Ladislava je ženské jméno slovanského původu. Jde o ženskou podobu křestního jména Ladislav a variantu jména Vladislava, které znamená slavná vládou. Svátek slaví dne 27. června, společně se jmény Ladislav a Samson.

## Domácké podoby
Mezi domácké podoby křestního jména Ladislava patří Lada, Laďa, Láďa, Laduška, Laděnka, Ladička, Laduš, Laduše, Laďka nebo také Slávka, Slavěnka či Slavuška.

## Obliba jména
Jméno Ladislava je mezi novorozenými dívkami v Česku poměrně vzácné. K roku 2016 činil průměrný věk nositelek 54 let. Obliba jména začala ve 40. letech 20. století a trvala až do 70. let, od roku 1974 začala prudce klesat. Popularita již klesla natolik, že od roku 2002 se nenarodilo více než pět dívek s tímto jménem ročně.
Následující tabulka vývoje počtu nositelek mezi lety 2010 až 2016 dokazuje, že počet žijících nositelek každým rokem klesá, před rokem 2011 bylo nositelek ještě více než deset tisíc. Pokles ovšem není nijak extrémní.
| Rok  | Počet nositelek | Změna oproti předchozímu roku |
| ---- | --------------- | ----------------------------- |
| 2010 | 10 043          | –                             |
| 2011 | 9 942           | −1,01 %                       |
| 2012 | 9 856           | −0,87 %                       |
| 2013 | 9 794           | −0,63 %                       |
| 2014 | 9 726           | −0,69 %                       |
| 2015 | 9 640           | −0,88 %                       |
| 2016 | 9 566           | −0,87 %                       |

## Významné osobnosti
- Ladislava Kleňhová-Besserová – česká politička
- Ladislava Kozderková – česká muzikálová zpěvačka a herečka
- Ladislava Něrgešová – česká herečka a moderátorka
- Ladislava Pořízková – česká tenistka
- Ladislava Zelenková – česká politička